# Стаут, Роберт
Сэр Роберт Стаут (англ. Robert Stout), кавалер ордена Святого Михаила и Святого Георгия (28 сентября 1844 — 19 июля 1930) — 13-й премьер-министр Новой Зеландии (1884; 1884—1887) а затем Верховный судья Новой Зеландии. Он был единственным, кто занимал оба этих поста. Стал известен защитой женских избирательных прав и твёрдым убеждением, что философия и принципы должны всегда одерживать верх над политической выгодой.

## Ранние годы
Стаут родился в Леруике на Шетлендских островах (Шотландия). Всю жизнь он оставался сильно привязан к своей родине. Получил хорошее образование и профессию учителя. В 1860 году он также получил специальность землемера. Стал испытывать сильный интерес к политике благодаря своей большой семье, которая часто собиралась, чтобы обсудить злободневные политические проблемы. В юности Стаут познакомился с множеством различных политических доктрин.
В 1863 году Стаут переехал в Данидин (Новая Зеландия). Там он вскоре стал с большим удовольствием принимать участие в политических дебатах. Также Стаут стал активным участником сообщества вольнодумцев города. После неудачной попытки устроиться землемером на золотые прииски Отаго Стаут вернулся в образование став учителем старших классов.
Затем Стаут оставил образование и стал юристом. В 1867 году Стаут работал в юридической конторе Уильяма Дауни Стюарта Ст. (отца Уильяма Дауни Стюарта позже ставшего министром финансов). В 1871 году он стал адвокатом и весьма успешно выступал в судах. Также он был одним из первых студентов университета Отаго (возможно самым первым, но этот вопрос является предметом споров), в котором изучал политическую экономию и этику. Позже Стаут стал первым преподавателем права в этом университете.

## Начало политической карьеры
Политическая карьера Стаута началась, когда он был избран в совет провинции Отаго. Находясь на этой должности, он произвёл впечатление на многих людей своей энергией и ораторским искусством, хотя другие считали его грубым и обвиняли его в недостатке уважения в людям с другими взглядами.
На выборах 1875-1876 годов Стаут был избран в парламент от округа Кавершем. Он безуспешно выступал против политики центрального правительства (во главе с Фогелем) по упразднению провинций.
13 марта 1878 года Стаут стал генеральным прокурором в правительстве Джорджа Грея. На этом посту он участвовал в создании многих важных законодательных актов. 25 июля 1878 года Стаут одновременно стал министром земель и иммиграции. Убеждённый сторонник земельной реформы, Стаут работал для того, чтобы земля стала собственностью государства, которое затем сдавало бы её в аренду фермерам. Он часто выражал опасение, что частная собственность на землю приведёт к созданию «сильного класса землевладельцев», как это стало в Великобритании.
Однако 25 июня 1879 года Стаут покинул правительство и парламент, чтобы заняться юридической практикой. Его партнёр по юридической фирме заболел, а успех фирмы был важен для благополучия Стаута и его семьи. В течение всей карьеры, участие в политике доставляло Стауту серьёзное беспокойство. Однако личный бизнес не был единственной причиной его отставки, незадолго ей предшествовала размолвка между Стаутом и Греем.
Всё это время Стаут поддерживал дружбу с Джоном Баллансом, который также вышел из кабинета в это же время. Стаут и Балланс разделяли многие политические взгляды. Во время своего отсутствия в парламенте, у Стаута появились мысли о создании политических партий в Новой Зеландии и необходимости создания объединённого либерального фронта. Однако, в итоге он посчитал, что парламент слишком разделён для создания какой-либо настоящей политической партии.
На выборах 1884 года Стаут был снова избран в парламент и попытался объединить вокруг себя депутатов с либеральными взглядами. Стаут быстро заключил союз с бывшим премьером Джулиусом Фогелем, что удивило многих наблюдателей, поскольку, хотя Фогель и разделял прогрессивные социальные взгляды Стаута, они расходились по вопросам экономической политики и будущего местного самоуправления. Многие считали Фогеля главой этого союза.

## Премьер-министр
В августе 1884 года спустя месяц после возвращения в парламент, Стаут успешно провёл голосование по вопросу о недоверии правительству консерватора Гарри Аткинсона и сам стал премьер-министром. Джулиус Фогель стал казначеем, таким образом, получив значительные полномочия в новой администрации. Однако правительство Стаута просуществовало менее двух недель, пока Аткинсон сам не выиграл голосование по вопросу о недоверии правительству Стаута. Но сам Аткинсон не смог сформировать правительство и снова проиграл голосование по вопросу о доверии. К власти снова вернулись Стаут и Фогель.
Второе правительство Стаута просуществовало намного дольше первого. Его главными целями были реформа гражданской службы и программа развития средних школ в стране. Правительство также организовало строительство железной дороги от Кентербери до Уэсткоста через Мидленд. Однако состояние экономики было плохим и все попытки вывести её из кризиса оказались неудачными. На выборах 1887 года сам Стаут потерпел поражение в своём округе, уступив Джеймсу Аллену 29 голосов, и в связи с этим был вынужден покинуть пост главы правительства. После выборов старый соперник Стаута Аткинсон смог сформировать новое правительство.
С этого времени Стаут решил окончательно оставить участие в парламенте и вместо этого сосредоточится на методах продвижения либеральных взглядов. В частности его интересовало решение растущего количества трудовых споров того времени. Он проявил большую активность по достижению согласия между растущим рабочим движением и либералами среднего класса.

## Либеральная партия
После ухода Стаута из парламента, его старый соратник Джон Балланс, продолжал парламентскую борьбу. После выборов 1890 года Балланс получил достаточную поддержку, чтобы свергнуть Аткинсона и стать премьером. Вскоре после этого Балланс основал Либеральную партию, первую настоящую политическую партию Новой Зеландии. Однако спустя несколько лет Балланс серьёзно заболел и попросил Стаута вернуться в парламент, чтобы стать его преемником. Стаут согласился и вскоре после этого Балланс скончался.
Стаут вернулся в парламент после победы на дополнительных выборах в округе Инангахуа 8 июня 1893 года. Главой партии стал заместитель Балланса Ричард Седдон, при этом подразумевалось, что позже должны быть проведены выборы руководства партии. Но в итоге эти выборы не были проведены. Стаут при поддержке тех, кто считал Седдона слишком консервативным, пытались протестовать, но в итоге потерпели поражение. Многие из сторонников Седдона считали, что прогрессивные взгляды Балланса и Статута являются чересчур радикальными для новозеландского общества.
Стаут остался в Либеральной партии, но постоянно голосовал против лидерства Седдона. Стаут заявлял, что Седдон предал первоначальные прогрессивные идеалы Балланса, и что его стиль управления слишком автократичен. Стаут считал, что идея Балланса об объединённом прогрессивном фронте, стала не более чем средством для консерватора Седдона. Седдон в ответ заявлял, что Стаут всего лишь злиться из-за того, что не стал лидером партии.

## Женское избирательное право
Одной из основных кампаний, в которых принял участие Стаут, стало движение за предоставление права голоса женщинам. Стаут долгое время неустанно выступал по этому вопросу, в поддержку собственного законопроекта в 1878 году и законопроекта Джулиуса Фогеля в 1887 году. Он также активно выступал за расширение имущественных прав женщин, в частности поддерживая право замужних женщин владеть собственным имуществом независимо от мужей.
Джон Балланс также был сторонником женского избирательного права, но его попытки провести соответствующий законопроект были заблокированы консервативным законодательным советом (ныне упраздненной верхней палатой новозеландского парламента). Седдон выступал против этого закона, и многие стали считать, дело безнадёжным. Однако инициатива суфражисток во главе с Кейт Шепард получила широкую поддержку, и Стаут решил, что законопроект может быть принят в парламенте, несмотря на возражения Седдона. В 1893 году группа прогрессивных политиков во главе со Стаутом провела законопроект через обе палаты парламента. В верхней палате закон был с трудом принят, после того как некоторые члены палаты изначально выступавшие против него изменили своё мнение, протестуя против попыток Седдона заблокировать билль в законодательном совете.
Стаут также принял участие в безуспешной кампании группы Уолтера Гатри в Саутленде и Отаго при поддержке Банка Новой Зеландии и (согласно Bourke) Седдон предложил скрыть участие Стаута — при условии, что Стаут оставить политику.
В 1898 году Стаут оставил политику.

## После ухода из политики
22 июня 1899 года он был назначен Верховным судьёй и оставался на этом посту до 31 января 1926 года. На этом посту Стаут обращал внимание на реабилитацию преступников, что контрастировало с общим акцентом на наказание, распространённым в то время. Он руководил сбором законодательства Новой Зеландии (завершён в 1908 году). В 1921 году он стал членом Тайного совета. После отставки Стаут был назначен в законодательный совет, последний политический пост, который ему довелось занимать.
Стаут также сыграл важную роль в развитии университетов Новой Зеландии. Он был членом сената (1885—1930) и канцлером (1903—1923) Университета Новой Зеландии, а также советником Университета Отаго (1891-1898). Он принял заметное участие в основании нынешнего Университета Виктории в Веллингтоне — сильная связь между семьёй Стаута и университетом отражена в названиях его частей: Исследовательский центр Стаута и корпус Роберта Стаута.
В 1929 году Стаут заболел и уже не выздоровел. 19 июля 1930 года он скончался в Веллингтоне. В 1886 году ему был присвоен рыцарский крест ордена Святого Михаила и Святого Георгия.

## Работы Стаута
- The Rise and Progress of New Zealand historical sketch in Musings in Maoriland by Arthur T. Keirle 1890. Оцифровано в New Zealand Electronic Text Centre. (англ.)
- Our Railway Gauge in The New Zealand Railways Magazine, Volume 3, Issue 2 (June 1, 1928). Оцифровано в New Zealand Electronic Text Centre. (англ.)